# Sauris bicolor
Sauris bicolor là một loài bướm đêm trong họ Geometridae.